# Leibgarde-Infanterie-Regiment (1. Großherzoglich Hessisches) Nr. 115
Das Leibgarde-Infanterie-Regiment (1. Großherzoglich Hessisches) Nr. 115 war ein Verband der Großherzoglich Hessischen Armee, die seit der Militärkonvention mit Preußen von 1867 als Kontingent in die Preußische Armee integriert waren und dort zuletzt die Großherzoglich Hessische (25.) Division bildeten.

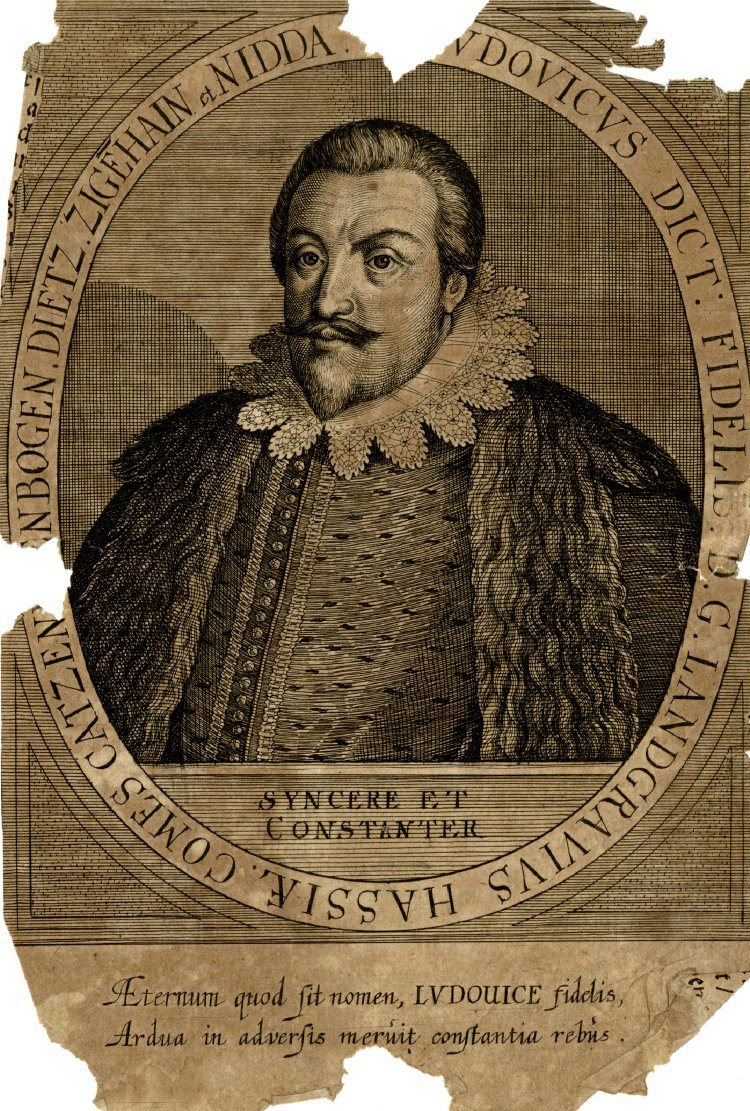
Der Regimentsgründer, Landgraf Ludwig V.

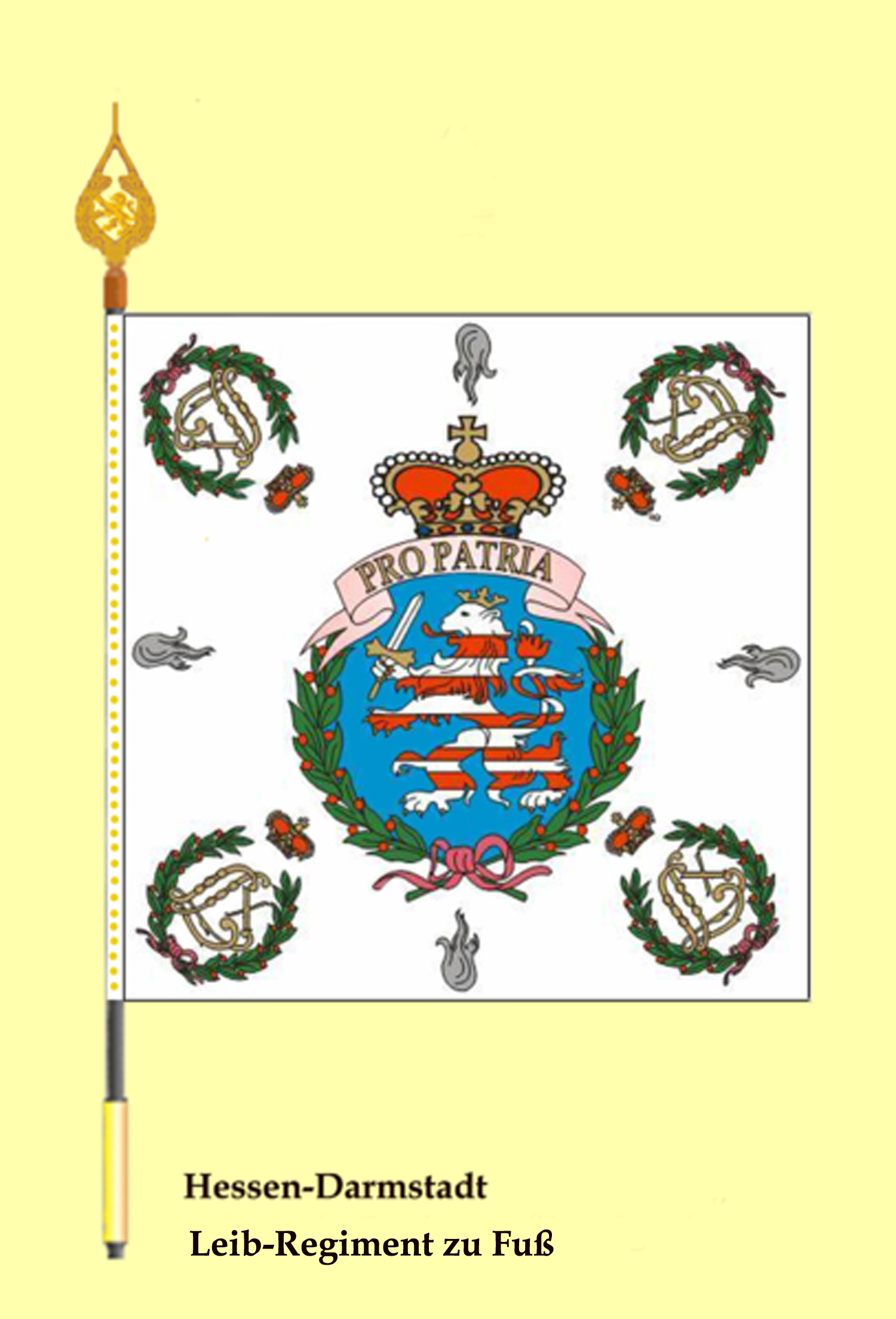
Fahne des Leib-Regiment zu Fuß hier noch mit den Initialen von Landgraf Ludwig X.

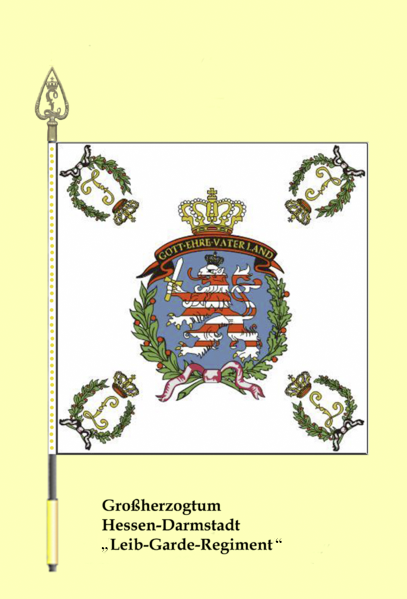
Fahne des Leib-Garde-Regiments. Hier bereits mit den Initialen von Großherzog Ludwig I.

## Stiftungstag
Durch den Landgrafen Ludwig V. mit dem Stiftungstag vom 11. März 1621 aufgestellt, handelte es sich um das älteste aktive Regiment Deutschlands. Es war mit Masse immer in Darmstadt stationiert.

## Regimentschef/Regimentsinhaber
- 1691 bis 1738: Ludwig Balthasar Freiherr von Schrautenbach
- 1738 bis 1778: Der Erbprinz

Danach war stets der Landesherr im Besitz der Chefstelle.

## Unterstellung 1914
- XVIII. Armee-Korps in Frankfurt am Main

- Großherzoglich Hessische (25.) Division in Darmstadt

- 49. Infanterie-Brigade (1. Großherzoglich Hessische) in Darmstadt

## Aufstellung und Historie
Im Jahre 1621 als normales Infanterieregiment aufgestellt, wurde es ihm 1806, nach der Erhöhung der Landgrafschaft Hessen-Darmstadt in ein Großherzogtum, das Prädikat „Leibgarde“ Regiment verliehen. Das Regiment war damit das älteste der deutschen Infanterie-Regimenter. Zuletzt führte es die Bezeichnung „Leibgarde-Infanterie-Regiment (1. Großherzoglich Hessisches) Nr. 115“. Regimentsinhaber war stets der regierenden Landgraf bzw. Großherzog.
- 11. März 1621: auf Anordnung von Landgraf Ludwig V. wurde eine Kompanie Infanterie als „Kompanie Dressler“ aufgestellt.
- 1630: Mit der „Kompanie Dressler“ als Stamm wurde das „Regiment von Leyen“ gebildet, die bisherige  „Kompanie Dressler“ wurde innerhalb des Regiments zur „Fürstlichen Leib-Kompanie“.
- 1632: Das „Regiment von Leyen“ wurde aufgelöst, die „Fürstliche Leib-Kompanie“ blieb als selbstständiger Verband bestehen.
- 1646: Mit weiteren fünf geworbenen Kompanien wurde die „Fürstliche Leib-Kompanie“ zum  „Leib-Regiment zu Fuss“ aufgestockt.
- 1647: Die, im Jahr zuvor angeworbenen Kompanien wurden wieder entlassen, das vormalige Regiment bestand nur noch aus der „Leib-Kompanie“.
- 1672: Die Leibkompanie wurde auf 200 Mann verstärkt und fortan „Leibgarde zu Fuss“ genannt.
- 1677: Es wurden zwei weitere Kompanien aufgestellt und das „Leibgarde-Bataillon“ gebildet.
- 1687: Das Regiment kämpfte unter Prinz Georg von Hessen im Auftrag der mit dem Kaiser und den Polen gegen die Türken verbündeten Republik Venedig, um sie im Verband mit anderen deutschen Truppen bei der Wiedereroberung des Peloponnes zu unterstützen.
- Februar 1690: Das Regiment kehrte wegen des inzwischen ausgebrochenen Pfälzischen Erbfolgekrieges mit Frankreich in die Heimat zurück. Die Personalverluste durch Kampfhandlungen und Krankheiten waren so eklatant, dass der Bestand im Mai 1689 nur noch 191 Mann betrug. Ludwig Balthasar von Schrautenbach-Weitolshausen übernahm nunmehr als Oberstleutnant das Regimentskommando. Um das so stark zusammengeschmolzene Regiment zu vervollständigen, wurde es 1691 mit der bisherigen Leibgarde vereinigt und führte fortan den Namen „von Schrautenbachisches Regiment“.
- 1691: Nachdem in den vergangenen Jahren mehrfach die Personalstärke geschwankt hatte, wurde der Verband wieder zum Regiment aufgestockt, ohne jedoch in der Präsenzstärke konstant zu bleiben.
- 1. April 1697: Es wurden drei Kompanien zur Aufstellung des Ober-Rheinischem Kreis-Regiments (des späteren  Regiment Prinz Carl) abgegeben.
- 1. September 1745: Im Regiment wurde die „1. Grenadier Leib-Komp.“ aufgestellt.
- März 1768: Aufstellung einer 2. Grenadier-Kompanie. Das Regiment hieß jetzt „Leib-Regiment zu Fuss“ und bestand aus zwei Bataillonen zu je einer Grenadier- und vier Musketier-Kompanien.
- 1790: Abgabe der beiden Grenadier Kompanien zur Bildung des I. Leib-Grenadier-Bataillons
- 1. Juni 1803: Unter französischem Einfluss fand eine Umgliederung statt. Die Infanterie wurde in drei Feldbrigaden und drei Reservebrigaden eingeteilt. Die Feldbrigade 1 war die Leibbrigade und bestand aus dem „Leib-Regiment zu Fuss“ zu zwei Bataillonen à vier Kompanien und dem Füsilier-Bataillon.
- 18. August 1806: Die „Leib-Brigade“ wurde in  „Leib-Garde-Brigade“, das „Leib-Regiment“ in „Leib-Garde-Regiment“, das Füsilier-Bataillon in „Garde-Füsilier-Bataillon“ umbenannt.
- 1. März 1812: Das Garde-Füsilier-Bataillon wurde aus dem Brigadeverband entlassen. Die Brigadestruktur wurde aufgelöst, das Leib-Garde-Regiment bestand aus zwei Bataillonen. Das Garde-Füsilier-Bataillon  wurde mit dem I. Leib-Füsilier-Bataillon des Leib-Regiments zur Aufstellung des provisorischen leichten Infanterie-Regiments verwendet.
- 1812: Im Feldzug nach Russland wurde das „Leib-Garde-Regiment“ nahezu aufgerieben.
- 1813: Das „Leib-Garde-Regiment“ wurde mit zwei Bataillonen zu je vier Kompanien neu aufgestellt.
- 1. Juli 1820: Neugliederung der Streitkräfte. Das Regiment erhielt zwei Kompanien des aufgelösten „Regiment Prinz Emil“.
- 11. April 1830: Das Regiment erhielt den Namen „1. Infanterie Regiment (Leib-Garde-Regiment)“ und führte diesen bis 1872.
- 7. April 1867: Militärkonvention mit Preußen.
- 1. Juli 1866: Die Schützenkompanie schied aus dem Regimentsverband aus.
- 13. Juni 1871: Neue Militärkonvention mit Preußen. Das hessische Kontingent blieb als geschlossene Division im Verbande der Preußischen Armee. Es wurde der Zusatz „Großherzoglich“ eingeführt.
- 1. Januar 1872: Die Struktur des Verbandes wurde nach preußischem Muster umformiert. Das vormalige „Garde-Jäger-Bataillon“ wurde dem Regiment zunächst als Garde-Füsilier-Bataillon angegliedert, führte aber weiterhin das Jägerhorn in der Bataillonsfahne. Es musste Personal zur Bildung des Füsilier-Bataillons des Infanterie-Leib-Regiments abgegeben werden. Die Großherzog. Hessischen Truppen erschienen zum ersten Mal in der Rangliste für 1872. Das Regiment erhielt den Namen  „1. Großherzoglich Hessischen Infanterie-(Leibgarde) Regiment Nr. 115“ und führte diesen bis 1906
- 1. April 1881: Abgabe der 11. Kompanie an das Infanterie-Regiment Nr. 116
- 1. April 1887: Abgabe der 8. Kompanie an das Infanterie-Regiment Nr. 138
- 4. Januar 1889: Das Garde-Füsilier-Bataillon wurde in III. Bataillon umbenannt
- 2. August 1893: Bildung eines IV. (Halb-)Bataillon.
- 1. April 1897: Abgabe des IV. Bataillons zur Aufstellung des Infanterie-Regiments Nr. 168.
- 28. November 1906: Zum letzten Mal ändert sich der Name in: „Leibgarde-Infanterie-Regiment (1. Großherzoglich Hessisches) Nr. 115“

## Uniformierung

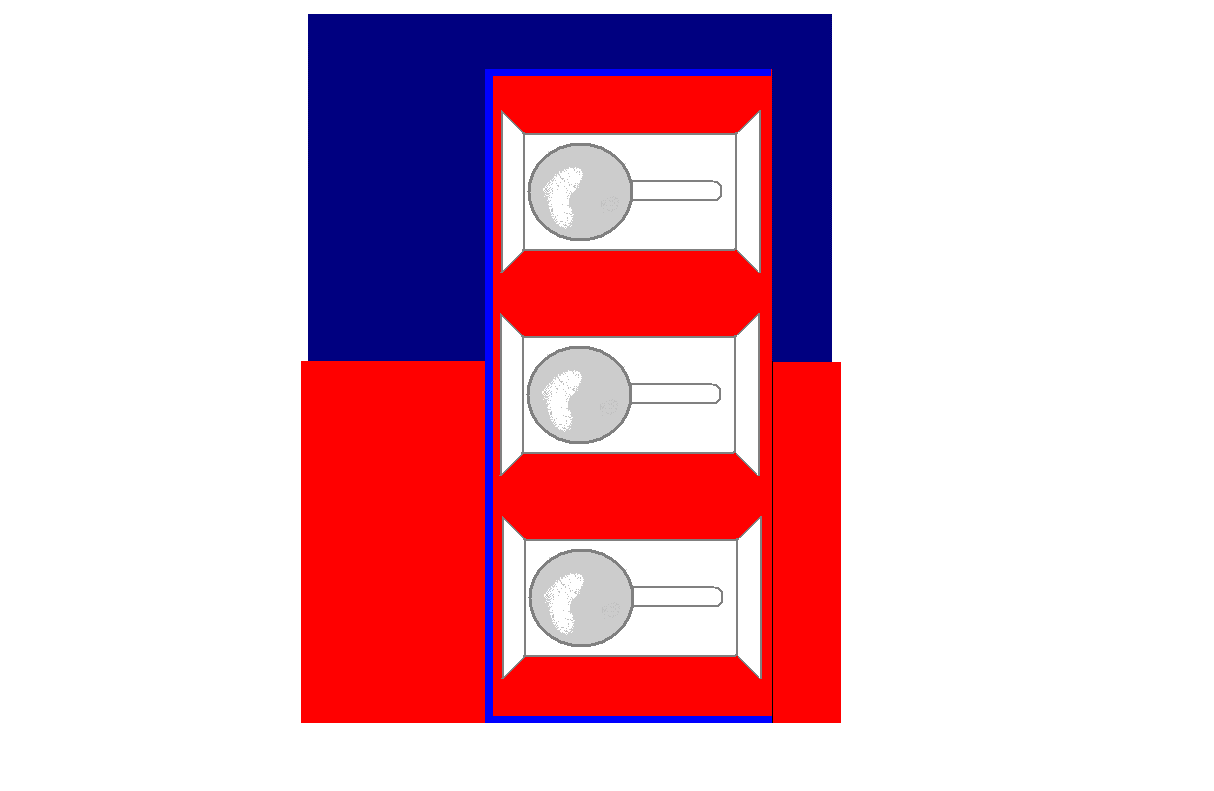
Ärmelaufschläge des Mannschaftsrocks. Die Knopflochschlitze sind statt wie üblich rot, hier weiß unterlegt.

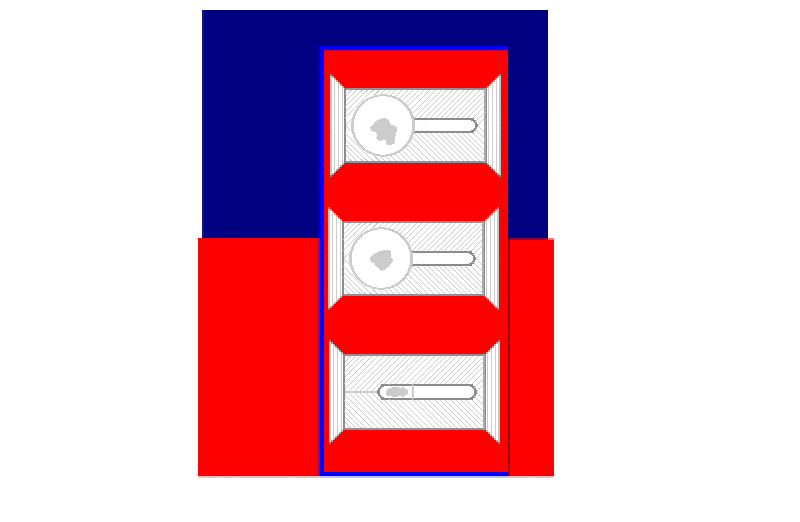
Ärmelaufschläge des Offiziersrocks. Nur bei den Offizieren dieses Regiments war der unterste Knopf nicht durchgeköpft

Blauer Waffenrock nach preußischem Muster mit roter Abzeichenfarbe. Auf dem Kragen und auf den brandenburgischen Aufschlägen wurden Gardelitzen aus weißer Wolle (für Offiziere aus Silber) getragen. Als Besonderheit war bei den Offizieren die unterste Ärmellitzen nicht durchgeknöpft, außerdem war der Hintergrund der Knopflöcher statt in der Aufschlagfarbe (hier rot) wie üblich, weiß unterfüttert. Auf den Schulterstücken wurde ein gekröntes „L“ und ab 1909 ein ebensolches „EL“ getragen. Die 1. Kompanie führte die Bezeichnung „Leibkompanie“ und hatte statt der sonst üblichen Kompanienummer ein „L“ auf den Knöpfen der Schulterklappen. Das neue Modell der Pickelhaube aus dem Jahre 1887 hatte alle Beschläge in Weißmetall, auf der Vorderseite den von Zweigen umgebenen bewehrten und gekrönten hessischen Löwen, im Hintergrund ein Bandeau mit den Jahreszahlen „1621“ und „1897“, dazu obenauf der Gardestern. Dieser war bei den Offizieren in Email und erhaben ausgeführt. Das Koppelschloss trug lediglich eine 5-bügeliger Krone in Weißmetall. Die Offiziersschärpe war in Silber gefertigt und hatte drei rote Durchzüge. Die Feldbinde in der gleichen Farbgebung, das Schloss war mit einem gekrönten „EL“ versehen. Die Achselstücke der Offiziere waren in Silber mit roter Durchwirkung ausgeführt. 1913 wurde bei Manövern und Übungen erstmals die feldgraue Uniform getragen.
Die Leibkompanie errang 1908 und 1909 den Kaiserpreis für beste Schießleistungen innerhalb der Infanterie des XVIII. Armee-Korps und durfte ein entsprechendes Abzeichen auf dem Rockärmel tragen.

## Gefechtskalender

### Dreißigjähriger Krieg
1636: Zweite Belagerung von Magdeburg

### Holländischer Krieg
1677/78: Feldzüge mit der Kaiserlichen Armee am Rhein und an der Saar gegen Frankreich

### Pfälzischer Erbfolgekrieg
1689/96: gegen Frankreich am Rhein und in den Niederlanden
1689: Einnahme von Mainz
1695: Erstürmung von Namur

### Spanischer Erbfolgekrieg
1702 bis 1713: Krieg gegen Frankreich am Mittel- und Oberrhein
1702: Schlacht bei Friedlingen, Einnahme der Festung Landau
1703: Verteidigung von Landau, Schlacht am Speyerbach
1704: Einnahme von Landau

### Polnischer Erbfolgekrieg
1734/35: Kämpfe gegen Frankreich am Ober- und Mittelrhein

### Österreichischer Erbfolgekrieg
1747 bis 1749: Kämpfe gegen Frankreich in den Niederlanden

### Amerikanischer Unabhängigkeitskrieg
1776–1783: Auslandseinsatz in Nordamerika: Gefecht bei Flatbush, bei New York (Incleberg), bei White Plains, Woodbridge, am Brandywine-River, bei French Creek, Sturm auf Fort Reedbank, in Canada, Gefecht bei Stillwater, Kapitulation von Saratoga, Belagerung von Charlestown

### Koalitionskriege
1792/93: Kämpfe am Main und Mittelrhein gegen Frankreich
1793: Einnahme von Mainz, Gefechte bei Buchsweiler, bei Lembach, und bei Weissenburg,  Schlacht bei Kaiserslautern
1794: Verteidigung von Mainz
1795: Gefechte bei Kreuznach und bei Planig
1796: Schlacht von Altenkirchen, Schlacht bei Limburg, Gefechte bei Runkel, und bei Oberlahnstein, Schlacht von Neuwied, Kämpfe bei Bendorf, bei Montabaur, Gefechte bei Mainz und  bei Wiesbaden
1798/99: bei der Kaiserlichen Observations-Armee am Lech
1806/07: Auf französischer Seite gegen Preußen:
1806: Schlacht bei Jena
1807: Gefechte bei Graudenz, Belagerung von Graudenz, Gefecht bei Neudorf, Belagerung von Stralsund
1809: Auf französischer Seite Kämpfe gegen Österreich:
Gefecht bei Efferding, bei Ebelsberg, Schlacht bei Aspern, Schlacht bei Wagram, Gefecht bei Znaim.

#### Feldzug nach Russland
1812 Schlacht um Smolensk, Schlacht bei Borodino, Schlacht an der Moskwa, Schlacht bei Krasnoje, Schlacht an der Beresina, Gefechte bei Wilenka, bei Slavotka und bei Wilna
1813 Gefecht bei Dirschau. Kämpfe  in Sachsen und Schlesien gegen die Verbündeten. Schlacht bei Großgörschen, Schlacht bei Bautzen, Völkerschlacht bei Leipzig, Verteidigung von Torgau.

#### Herrschaft der hundert Tage
1815:  Gefechte bei Rheinzabern, bei Strassburg, Belagerung von Neubreisach und der Festung Hüningen

### Deutsche Revolution 1848/1849
- 1848:  Straßenkämpfe in Frankfurt am Main
- 1849: Kämpfe gegen Revolutionäre in der Rheinpfalz und im Großherzogtum Baden. Einnahme von Worms, Gefechte bei Hemsbach, bei Weinheim, bei Käferthal, bei Groß Sachsen, bei Sinsheim, bei Gernsbach und bei Oos.

### Deutscher Krieg
1866: Kämpfe gegen Preußen: Gefechte bei Frohnhofen/Laufach, Weiler, bei Aschaffenburg, Stockstadt, Mainflingen und Gerchsheim.

### Deutsch-Französischer Krieg
1870/71: Schlacht bei Vionville, Schlacht bei Gravelotte, Kämpfe bei Noisseville, Gefechte bei Montbarrois und bei Orléans, Gefechte bei Meung, bei Beaugency, bei Montlivault und Chambord, bei Bienne, am Braye-Bach, bei La Motte-Beuvron, bei Dhuizon, Einschließung von Metz, Schlacht bei Le Mans. Die Pionier-Kompanie (später als 9. Kompanie im Infanterie-Regiment Nr. 117) war an einem Gefecht bei Epuisan beteiligt.

### Boxeraufstand

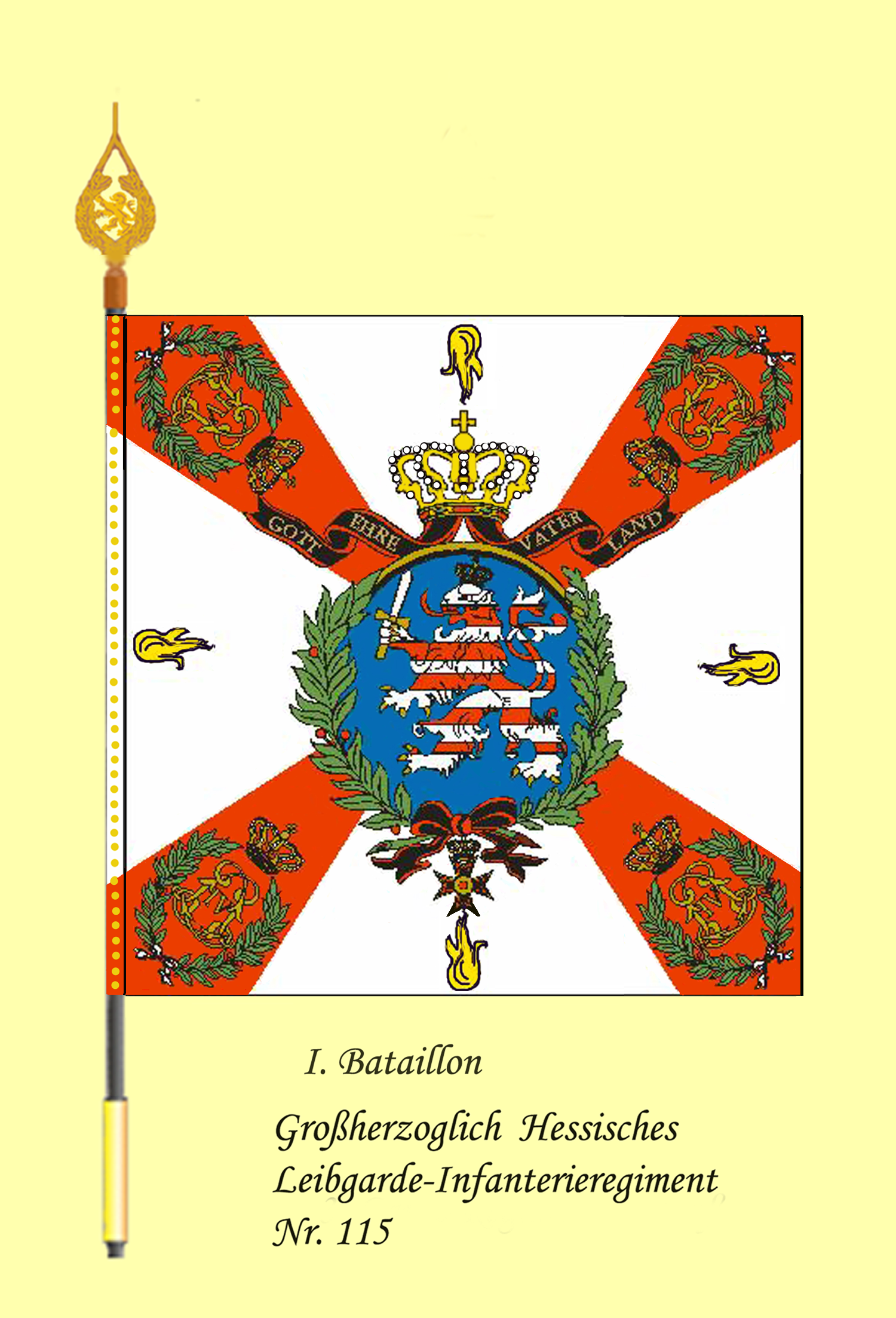
Fahne des I. Bataillons um 1880 mit den Initialen von Großherzog Ludwig IV.

1900: Beteiligung von Freiwilligen am Ostasiatischen Expeditionskorps.

### Erster Weltkrieg
Das Regiment bestand aus drei Bataillonen mit je vier Kompanien, dazu ab 1913 je Bataillon eine Maschinengewehr-Kompanie. Nachdem am 1. August 1914 der Mobilmachungsbefehl eingegangen war, stand das Regiment am fünften Mobilmachungstag in einer Stärke von 83 Offizieren, 3305 Unteroffizieren und Mannschaften sowie 240 Pferden abmarschbereit. Im Mai 1915 erfolgte die Aufstellung der 13. und 14. Kompanie, sowie am 20. Oktober 1916 die Aufstellung der 2. und 3. MG-Kompanie.

#### 1914
Schlacht bei Neufchâteau, Kämpfe bei Moissin und Anloy, Schlacht an der Maas und an der Marne, Kämpfe bei Sermaize, Maurupt-et-le-Montoy, bei Reims, bei Roye, Gruny Fresnoy, Goyenmurt, Gorullers.

#### 1915
Kämpfe bei Neuve-Chapelle, Roue, Beuvraignes.

#### 1916

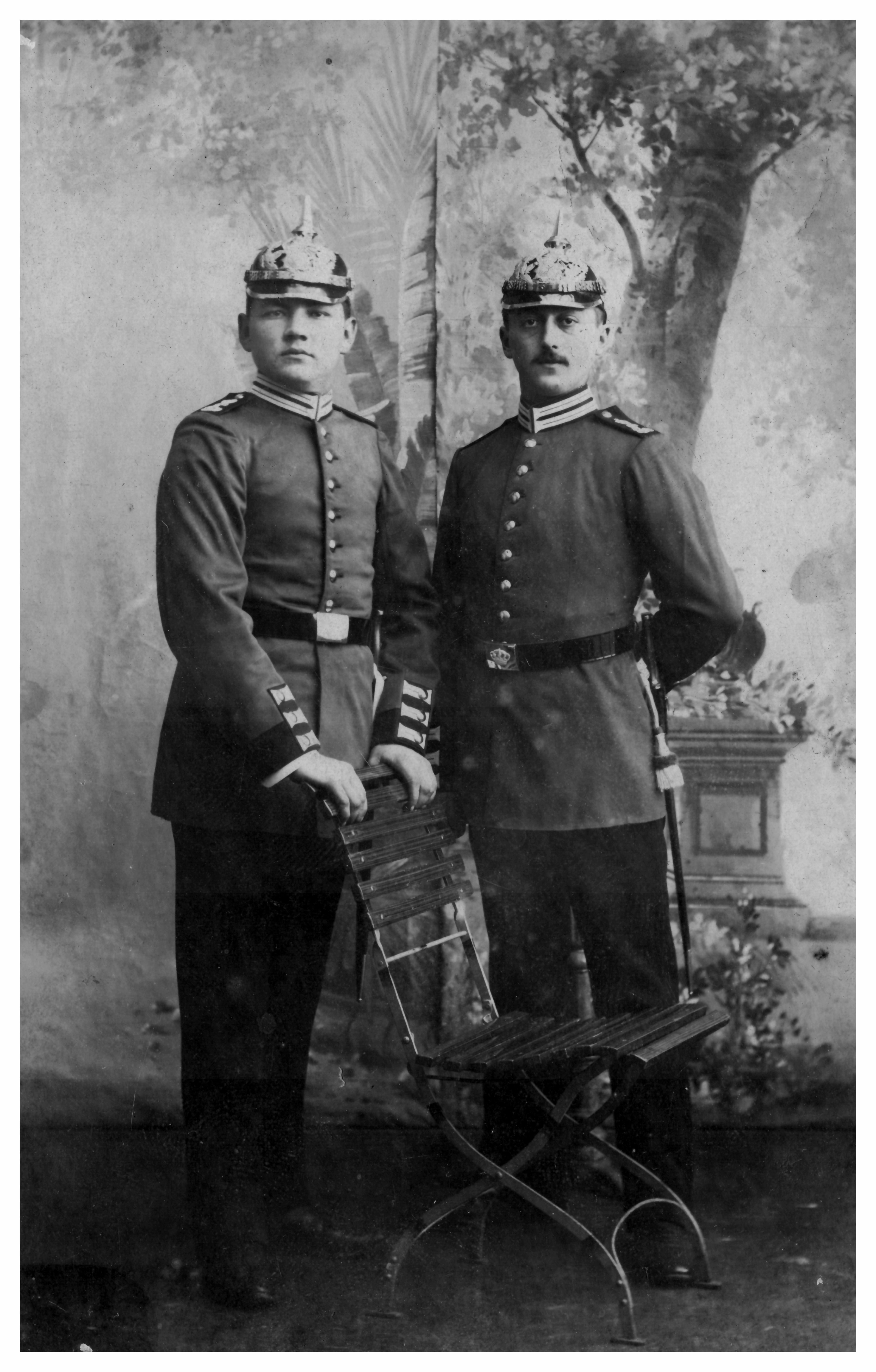
2 Soldaten in Mannschaftsuniform, 1910

Schlacht um Verdun – Kämpfe im Caureswald, bei Beaumont, auf dem Pfefferrücken, im Chauffour-Wald, Caillette-Wald, Albain-Wald und am Fort Douaumont.
Kämpfe an der Aisne,
Schlacht an der Somme,
Kämpfe zwischen Maas und Mosel.

#### 1917
Kämpfe an der Somme
Kämpfe in der Siegfriedstellung
Schlacht in Flandern.

#### 1918
Große Schlacht in Frankreich,
Durchbruch zwischen Houzéoucourt und Vermaud
Kämpfe im Sommegebiet bei Bouchavesnes, im Marrimeswald und bei Maurepas
Vierte Flandernschlacht
Abwehrschlacht zwischen Somme, Oise und Scarpe
Kämpfe vor der Siegfried- und in der Hermannstellung
Rückzugskämpfe in der Antwerpen-Maas-Stellung.

### Verluste

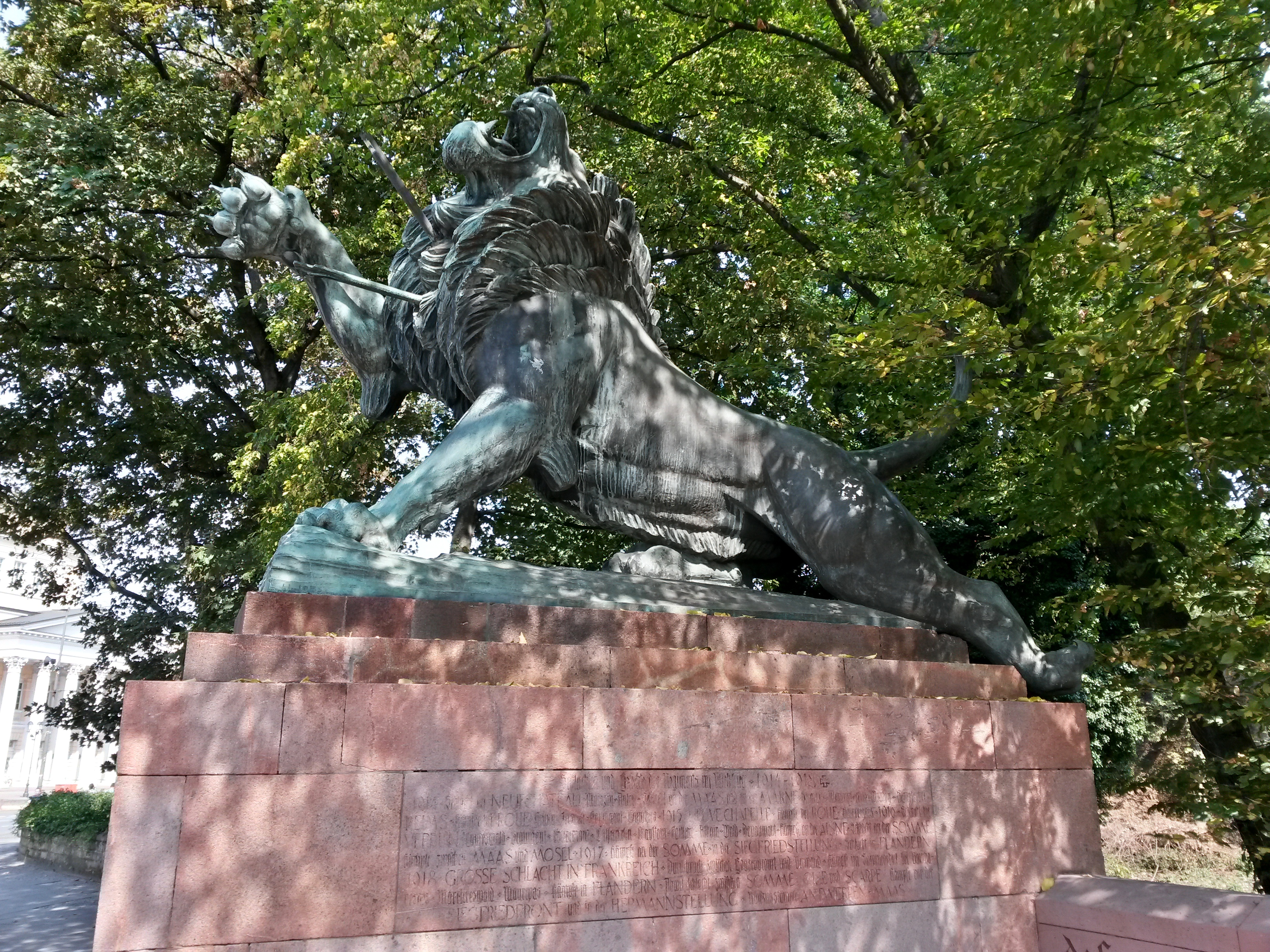
Leibgardistendenkmal in Darmstadt, Friedensplatzː Der Sandsteinsockel des in eine Nische vor der nördlichen Schlossmauer eingefügten Denkmals verjüngt sich nach oben und trägt einen tödlich verwundeten Löwen, der sich mit letzter Kraft aufbäumt. Den Bronze-Löwen gestaltete 1928 Heinrich Jobst. Seit Juli 2021 informiert eine provisorische Tafel am Denkmal über die Geschichte der „Leibgardisten“ und das Forschungsprojekt von TU und Deutschem Polen-Institut. Sie wird, wenn Ergebnisse eines Forschungsprojektes durch die TU Darmstadt vorliegen, durch eine endgültige Tafel ersetzt werden.

Die erfassten Verluste an Gefallenen im Ersten Weltkrieg betrugen:
139 Offiziere
327 Unteroffiziere
2518 Mannschaften
Dazu kommen noch eine nicht unerhebliche Anzahl an Vermissten – von denen wiederum die meisten zu den Gefallenen zu zählen sind, sowie nach dem Krieg an dessen Folgen Verstorbenen.

### Ersatz-Truppenteile
- „1. Ersatz-Bataillon InfRgt 115“ aufgestellt in Darmstadt. Davon traten zwei Kompanien zum

Brigade-Ersatz-Bataillon Nr. 49, die 1. und 3. Kompanie (als 1. und 3. Kompanie) zum Reserve-Infanterie-Regiment Nr. 221 und die 5. Kompanie (als 5. Kompanie) zum Infanterie-Regiment Nr. 625.
- „2. Ersatz-Bataillon InfRgt 115“ aufgestellt in Darmstadt. Am 30. Juni 1917 aufgelöst.

## Verbleib
Nach dem Waffenstillstand von Compiègne marschierten die Reste des Regiments in die Heimat zurück. Ab 20. Dezember 1918 befand sich das I. und II. Bataillon in Michelstadt, das Garde-Füsilier-Bataillon in Darmstadt. Anschließend wurden alle Einheiten in Erbach (Odenwald) zusammengefasst und dort demobilisiert. Das Regiment wurde schließlich am 23. April 1919 aufgelöst.
Im Januar 1919 erfolgte aus Teilen des demobilisierten Regiments die Aufstellung eines Freiwilligen-Bataillons mit MG- und MW-Kompanie, das in den folgenden Monaten beim Freikorps Hessen im Einsatz war. Mit der Bildung der Vorläufigen Reichswehr wurde es ab Juni 1919 als I. Bataillon in das Reichswehr-Schützen-Regiment 35 eingegliedert.

## Tradition
Die Tradition führte in der Reichswehr die 1. Kompanie des 15. Infanterie-Regiments in Gießen fort.

## Kommandeure
| Dienstgrad     | Name                                   | Datum                                                             |
| -------------- | -------------------------------------- | ----------------------------------------------------------------- |
| Oberst         | Eduard von Grolman                     | 03. Februar 1862 bis 27. Dezember 1866                            |
| Oberst         | Adolf Kehrer                           | 24. Januar bis 9. Juli 1867                                       |
| Oberstleutnant | Karl Wilhelm Keim                      | 10. Juli 1867 bis 31. Mai 1868                                    |
| Oberstleutnant | Moritz von Frankenberg und Ludwigsdorf | 01. Juni bis 2. Juli 1868 (mit der Führung beauftragt)            |
| Oberst         | Moritz von Frankenberg und Ludwigsdorf | 03. Juli 1868 bis 6. November 1869                                |
| Oberstleutnant | August Coulmann                        | 06. November 1869 bis 30. Oktober 1871                            |
| Major          | Carl Ludwig Anschütz                   | 31. Oktober bis 31. Dezember 1871 (mit der Führung beauftragt)    |
| Oberst         | Dietrich von Grawert                   | 01. Januar 1872 bis zum 14. Oktober 1874                          |
| Oberst         | August von Seebeck                     | 20. Juli 1882 bis 3. Dezember 1886                                |
| Oberstleutnant | Hermann von Chappuis                   | 04. Dezember 1886 bis 15. April 1887 (mit der Führung beauftragt) |
| Oberst         | Hermann von Chappuis                   | 16. April 1887 bis 14. Februar 1890                               |
| Oberstleutnant | Heinrich von und zu Egloffstein        | 27. Januar 1893 bis 13. Februar 1894 (mit der Führung beauftragt) |
| Oberst         | Heinrich von und zu Egloffstein        | 14. Februar bis 11. Juni 1894                                     |
| Oberst         | Alexander Rüdt von Collenberg          | 22. Juli 1900 bis 27. Oktober 1902                                |
| Oberstleutnant | Alfred von Besser                      | 28. Oktober 1902 bis 26. Januar 1903 (mit der Führung beauftragt) |
| Oberst         | Alfred von Besser                      | 27. Januar 1903 bis 21. März 1907                                 |
| Oberst         | Oskar von Hutier                       | 22. März 1907 bis 21. März 1910                                   |
| Oberst         | Otto von Etzel                         | 22. März 1910 bis 19. Februar 1912                                |
| Oberst         | Wolf von Helldorff                     | 20. Februar 1912 bis 1. August 1914                               |
| Oberstleutnant | Ludolf von Oven                        | 02. bis 21. August 1914                                           |
| Oberst         | Maximilian von Preuschen               | 19. September 1914 bis 22. März 1916                              |
| Major          | Ernst Nigmann                          | 23. März bis 30. Mai 1916                                         |
| Oberst         | Maximilian von Preuschen               | 31. Mai bis 20. Dezember 1916                                     |
| Oberstleutnant | Leopold von Kleist                     | 21. Dezember 1916 bis 27. April 1917                              |
| Major          | Karl von Rettberg                      | 28. April bis 18. November 1917                                   |
| Oberstleutnant | Eduard von Westhoven                   | 19. November 1917 bis 12. Mai 1918                                |
| Major          | Karl von Büdingen                      | 13. Mai bis Oktober 1918                                          |
| Oberst         | Heinrich von Westernhagen              | Oktober 1918 bis Januar 1919                                      |
| Major          | Karl von Rettberg                      | Januar 1919                                                       |